# アニメ関係者一覧
アニメ関係者一覧（アニメかんけいしゃいちらん）は、アニメ作品の制作・製作に関わった、またはアニメ業界に関わっている人物の一覧。この一覧はウィキペディアに記事があるかを確認する便宜のためにあり、新規記事が到着したときにはここに追加される。
この一覧に追加を行う方へ。できる限り人物の記事を作成してから追加するようお願いします。

## 監督・演出・アニメーター他

### あ - お
あ
- 相澤昌弘
- 青井小夜
- あおきえい（蒼井啓）
- 青木悠三（青木雄三、港野洋介）
- 青木康直
- 青野厚司
- 青柳宏宜（青柳宏宣）
- 青山弘（青山ヒロシ、河合夢男）
- 青山浩行
- 赤井俊文
- 赤根和樹
- 穐本ゆかり
- 秋山勝仁
- 明比正行
- 浅井義之
- 浅香守生
- 朝倉ブルー
- 浅田裕二
- 浅沼昭弘
- 浅野恭司
- 芦田豊雄（江古田豊）
- 芦野芳晴
- 足立慎吾
- 阿部記之（阿部紀之）
- アミノテツロー（網野哲郎、アミノテツロ）
- 荒川真嗣（荒川眞嗣）
- 荒木伸吾
- 荒木哲郎
- 荒谷朋恵
- 安藤敏彦
- 安藤雅司
- 安藤正浩
- 安藤真裕
- 安濃高志
- 庵野秀明（あんのひであき、空母そそそそ）
- 案納正美

い
- 飯田馬之介（飯田つとむ）
- 井内秀治
- 五十嵐卓哉（風山十五）
- 碇谷敦（板垣敦）
- 幾原邦彦
- 池田和美
- 池田晶子 (アニメーター)
- 池田宏
- 池田成
- 池端隆史（池端たかし）
- 池畠博史（博史池畠）
- 石井明治
- 石黒昇
- 石踊宏
- 石川雅一
- 石倉賢一
- イシグロキョウヘイ
- 石田可奈
- 石田慶一
- 石立太一
- いしづかあつこ
- 石浜真史
- 石原立也（石原達也）
- 石野聡
- 石平信司
- 石山タカ明（石山貴明）
- 磯光雄（小田川幹雄）
- 板垣伸（いたがきしん）
- 板野一郎
- 板村智幸
- 一石小百合
- 一川孝久
- 井出安軌
- 伊藤智彦（神楽坂時市）
- 伊東伸高
- 糸島雅彦
- 稲垣隆行
- 稲上晃
- 井上栄作
- 井上俊之
- 井ノ上ユウ子
- 今石洋之
- 今泉賢一
- 今掛勇
- 今川泰宏
- いまざきいつき（伊魔崎斎、楳図薫）
- 今沢哲男（今澤哲男）
- 今西隆志（大熊朝秀）
- 今村隆寛
- 入江泰浩
- 岩崎良明
- 岩根雅明

う
- うえだしげる
- うえだひでひと（植田秀仁）
- 上野ケン（上野賢）
- 宇田鋼之介
- 内田順久
- 内山正幸（白鳥剣、内山まさゆき）
- うつのみや理（宇都宮智、うつのみやさとる）
- 梅澤淳稔
- 梅津泰臣
- 梅原隆弘
- 牛草健
- ウシロシンジ（後信治）

え
- 江上潔（えがみきよし）
- 江口寿志
- 江面久
- 海老沢幸男
- 遠藤麻未（えんどう麻未、えんどう麻美）
- えんどうてつや

お
- 追崎史敏
- 尾石達也
- 逢瀬祭（近藤光）
- 大久保徹
- 大久保政雄
- 大倉雅彦
- おおすみ正秋（大隅正秋）
- 岡田斗司夫
- 岡田麿里
- 大賀俊二（境南寿三郎）
- 大木賢一
- 大木良一
- 大城勝
- 大田朱美
- 大田和寛
- 太田雅彦
- 大塚隆史 (アニメ演出家)
- 大塚健
- 大塚舞
- 大塚雅彦
- 大塚正実（大塚正美）
- 大塚康生（鈴木一）
- 大槻敦史
- 大友克洋
- 大西雅也
- 大西陽一
- 大貫健一
- 大沼心
- 大橋誉志光
- 大畑清隆
- 大庭秀昭
- 大張正己（おーばりまさみ）
- 大平晋也
- 大藤信郎
- 大森貴弘
- 岡崎稔
- 小笠原篤
- 岡迫亘弘
- 岡村天斎（岡村豊）
- 岡本忠成
- 岡本英樹
- 沖浦啓之
- 奥田誠治 (アニメーション演出家)
- 奥田万つ里（奥田万里）
- 奥村よしあき（奥村吉昭）
- 奥脇雅晴（オクワキマサハル、大宙征基）
- 尾崎和孝
- 長田絵里
- 尾澤直志
- 押井守（丸輪零、岩崎宏、小川守弘）
- 押山清高
- 越智一裕
- 於地紘仁（越智浩仁）
- 小沼克介
- 小野勝巳
- 小野学
- 小原秀一
- 尾鷲英俊（甲賀電）
- 音地正行
- 恩田尚之

### か - こ
か
- 貝澤幸男
- 加々美高浩
- 香川久
- 香川豊
- 賀川愛
- 垣野内成美
- 角銅博之（開木菜織、工堂紘軌）
- 影山楙倫（杜野幼青）
- 葛西治
- カサヰケンイチ（笠井賢一）
- 梶島正樹
- 加瀬政広
- 加瀬充子
- 片渕須直
- 片山一良 (アニメ監督)
- 勝間田具治
- 嘉手苅睦（カデカルムツミ）
- 加藤寛崇
- 加藤道哉
- 加戸誉夫
- 神猫Masterz
- 門之園恵美
- 金子志津枝（金子志津江、金子志津恵）
- 金子ひらく
- 金﨑貴臣（金崎貴臣）
- 金澤勝眞（松川真書）
- 金田伊功
- 加野晃
- 椛島義夫
- 鏑木ひろ（鏑木宏）
- 鎌倉由実
- 鎌仲史陽
- 上坪亮樹
- 神山健治
- 神谷ろん（神谷論）
- 亀谷響子
- 亀井幹太
- 亀垣一
- 亀田祥倫
- 川上哲也
- 川口敬一郎
- 川口隆
- 河口俊夫
- 川崎逸朗
- 川島彰
- 川尻善昭
- 川瀬敏文
- 川又浩
- かわむらあきお（河村明夫）
- 川本喜八郎
- 河森正治（黒河影次）
- 神田武幸（横山裕一郎）
- 神戸洋行
- 神戸守

き
- 木上益治（多田文男、多田文雄、三好一郎）
- 菊地康仁
- 菊地洋子
- 木﨑文智
- 岸誠二
- 岸田隆宏
- 岸本誠司（きしもとせいじ）
- 黄瀬和哉
- 北久保弘之
- 北野英明
- 北原健雄
- 木下としお（木下敏雄、木下としを）
- 木下ゆうき（木下勇喜、木下勇気）
- 木村圭市郎
- 木村真一郎
- 木村貴宏
- きむらひでふみ
- 木村隆一
- 京極尚彦
- 京田知己

く
- 日下部光雄
- 草川啓造
- 久城りおん
- 葛岡博（くずおかひろし）
- 楠葉宏三
- 久高司郎
- 工藤裕加
- 久保田誓
- 熊谷雅晃
- 九里一平
- 黒田昌郎

こ
- 小池健
- 小泉昇
- 幸内純一
- 香西隆男
- 神志那弘志
- 合田浩章
- 甲田正行
- 河本昇悟
- 紅優（森川滋、湊屋夢吉）
- こかいゆうじ（小海雄司）
- 古賀一臣
- 古賀豪
- 古川順康
- 小坂春女（林有紀）
- 腰繁男
- 小島正幸
- 小田部羊一
- こだま兼嗣（児玉兼嗣、山本一）
- 児玉健二
- 小寺勝之（こでらかつゆき）
- 後藤圭二
- 後藤潤二
- 後藤隆幸
- 後藤雅巳
- 小西賢一
- 小華和ためお（小華和為雄、こはなわタメオ、こはなわためお）
- 小林治 (1964年生のアニメ演出家)
- 小林治 (1945年生のアニメ演出家)
- 小林一幸
- 小林常夫
- 小林智樹
- 小林利充
- 小原正和
- 小森高博
- 小森秀人
- 湖山禎崇
- 今敏
- 今千秋
- 近藤勝也
- 近藤信宏
- 近藤喜文
- 紺野直幸

### さ - そ
さ
- 西城隆詞
- 斎藤久
- 斎藤博 (アニメ監督)
- 斉藤良成（斎藤良成）
- 佐伯昭志
- 境宗久
- 坂田純一
- 桜井弘明
- 桜美かつし（桜美勝志）
- 迫井政行
- 佐々門信芳
- 笹川ひろし
- 佐々木勝利
- 佐々木恵子
- 佐々木啓悟
- 笹木信作
- 佐々木守
- 佐々木睦美
- 笹嶋啓一
- 貞方希久子
- 貞光紳也
- さとうけいいち（佐藤敬一）
- 佐藤元（さとうげん）
- 佐藤順一（甚目喜一、天上はじめ、ひかわさくら）
- サトウシンジ（佐藤真二）
- 佐藤卓哉
- 佐藤竜雄
- 佐藤英一
- 佐藤博暉
- 佐藤真人
- 佐藤雅子
- 佐藤昌文（佐藤まさふみ）
- 佐藤雄三
- 佐藤豊 (アニメ演出家)
- 佐野浩敏
- 佐山聖子
- 澤井幸次

し
- 塩谷直義
- 鴫野彰（しぎのあきら、義野利幸）
- 宍戸久美子
- 宍戸淳
- 静野孔文
- 設楽博
- 実原登
- 篠原俊哉
- 篠幸裕（しのゆきひろ、しのだよしの）
- 芝田浩樹
- 柴田由香
- 芝山努
- 島沢ノリコ（島澤範子、島沢ノリ子）
- 嶋田真恵
- 島津裕行
- 島村秀一
- 志水淳児
- 志村錠児
- 下崎闊（真佐美ジュン）
- 下田正美
- Shuzilow.HA（濱川修二郎、浜川修二郎）
- 白土武（しらどたけし）
- 新海誠
- 進藤満尾
- 新房昭之
- しんぼたくろう

す
- 末吉裕一郎
- 菅沼栄治
- 杉井ギサブロー
- 杉島邦久
- 杉谷光一
- 杉野昭夫
- 杉本功
- すしお（石崎寿夫、石崎すしお）
- 鈴木行
- 鈴木俊二
- 鈴木伸一
- 鈴木信吾 (アニメーター)
- 鈴木孝義
- 鈴木利正
- 鈴木博文 (アニメーター)
- 鈴木雅也
- 鈴木隆輔
- 須田裕美子
- 須田正己
- 須藤典彦
- 須藤昌朋
- 須永司
- 諏訪可奈恵

せ
- 瀬尾光世
- 瀬藤健嗣（せとーけんじ、セトウケンジ）
- 芹川有吾
- 関崎高明（門山高月）
- 善聡一郎

そ
- 仙波隆綱
- そ〜とめこういちろう（五月女浩一朗）
- ソエジマヤスフミ
- そえたかずひろ

### た - と
た
- 大地丙太郎
- 高岡希一（たかおかきいち）
- 高岡淳一
- 高雄統子
- 高木淳
- 田頭しのぶ
- 高瀬智章
- 高津幸央
- 高橋晃 (アニメーター)
- 高橋敦史
- 高橋和徳
- 高橋滋春
- 高橋丈夫
- 高橋ナオヒト（音無竜之介）
- 高橋英樹
- 高橋美香
- 高橋資祐
- 高橋良輔 (アニメ監督)（山口和十八、奇数和十八）
- 高畑勲（武元哲）
- 髙橋渉
- 高松信司（握乃手紗貴、妻方仁、矢立おわり）
- 高村和宏
- 高本宣弘
- 高屋法子
- 高谷浩利
- 高柳滋仁
- 高柳哲司
- 高山文彦 (アニメ監督)
- 滝沢敏文
- 竹内昭
- 竹内進二
- 竹内哲也（竹内てつや、竹肉哲セ）
- 武内宣之
- 竹内啓雄
- 竹下良平
- 武田政次（武田優作、武田ゆうさく、たけだゆうさく）
- 竹田欣弘
- 武本康弘
- 立川譲
- 橘正紀
- たつき
- 龍輪直征
- 舘直樹
- 伊達勇登
- 田中ちゆき
- 田中将賀
- 田中雄一
- 田中裕太 (アニメ演出家)
- 田中良 (アニメーター)
- 谷口淳一郎
- 谷口悟朗
- 谷口守泰
- 玉川達文
- 為我井克美
- 丹内司

ち
- 千明孝一
- 千葉道徳

つ
- 塚田庄英
- 塚原重義
- 辻初樹（榎本たけあき）
- 辻繁人（つじしげひと）
- 月岡貞夫
- つなきあき
- 都留稔幸
- 鶴巻和哉

て
- 出崎統（崎枕、さきまくら）
- 出﨑哲
- 手塚治虫
- 寺田嘉一郎
- 寺本幸代
- 寺田和男
- 天衝（田中基樹）

と
- 東郷光宏（四谷光宏）
- ときたひろこ
- 時永宜幸
- 土器手司
- ところともかず
- 富沢信雄
- 富永貞義
- 冨永恒雄
- とみながまり（富永真里、富永真理）
- 富野由悠季（富野喜幸、斧谷稔、井荻麟、とみの喜幸、阿佐みなみ）
- 友岡新平
- 友永和秀
- 知吹愛弓
- 鳥海永行

### な - の
な
- 長井龍雪（長井龍幸、長井竜幸）
- 中尾幸彦（菜香ゆき）
- 永丘昭典
- 長岡康史
- ながきふさひろ（永樹凡人）
- 長崎健司
- 長崎重信
- 中澤勇一（中沢勇一）
- 中嶋敦子（中島敦子、中島あつこ、白鳥あずさ）
- なかじまちゅうじ（中嶋忠二、中島忠二、中島ちゅうじ）
- 中谷誠一
- 中谷友紀子
- 中西伸彰
- 長峯達也
- 中村英一
- 中村和久
- 中村章子
- なかむらたかし
- 中村憲由
- 中村隆太郎
- 中村亮介_(アニメ演出家)
- 長森佳容
- 中山勝一
- 鍋島修
- 長浜忠夫
- 長濱博史
- 名倉靖博
- 奈須川充
- 成田歳法
- 名和宗則
- 難波日登志（三條なみみ）

に
- 新岡浩美
- 新倉雅美（渡邊清）
- 西井正典
- 西尾大介
- 西尾鉄也
- 西久保瑞穂（西久保利彦）
- 錦織敦史
- 錦織博
- 西沢信孝
- 西島克彦
- 西田亜沙子
- 西田健一
- 西田章二
- 西田達三
- 西田正義
- 西牧秀夫
- 西村純二（西村ジュンジ）
- 西森章
- 新田義方
- 二宮常雄

ぬ
- 沼田誠也（ぬまたせいや、矢沼正太、沼田セイヤ、犬屋タマセ、召成三言）

ね
- ねぎしひろし（根岸弘）
- ねこまたや（清積紀文）

の
- 野田康行
- 野村哲也

### は - ほ
は
- パクキョンスン（朴京順）
- 橋本晋治
- 橋本敬史
- 橋本昌和
- 橋本光夫（橋本みつお）
- 波多正美
- 羽根章悦
- 羽原信義（はばらのぶよし、近衛真守）
- 浜崎博嗣（浜崎ひろし）
- 濱洲英喜
- 濱田邦彦
- 浜名孝行
- 早川啓二
- 林明美
- 羽山淳一
- 原恵一
- 原憲一
- 原由美子

ひ
- 樋口真嗣
- 樋口雅一
- ひこねのりお
- 菱川直樹
- 日高政光
- 日向正樹
- 兵頭敬
- 平井峰太郎
- 平池芳正
- 平岡正幸
- 平尾隆之
- 平川哲生
- 平野俊貴（平野俊弘）
- 平山まどか（平山円）
- 平田敏夫
- 平山英嗣
- 広岡歳仁（広岡トシヒト）
- 廣川集一（広川和之）
- 広中千恵美

ふ
- 深沢幸司
- 福島敦子 (アニメーター)
- 福島喜晴
- 福田道生
- 福田己津央（福田満夫、ふくだみつお）
- 福冨博（福富博）
- 福本潔
- 藤井まき（藤井牧）
- 藤井昌宏
- 藤岡真紀
- 藤川太
- 藤田宗克
- ふじもとよしたか（藤本義孝）
- 藤原佳幸（高柳佳幸）
- 藤原良二（平山良二）
- 船越英之
- 古川タク
- 古橋一浩
- 古屋雄作
- FROGMAN

へ
- べんぴねこ

ほ
- 細田直人
- 細田雅弘
- 細田守（橋本カツヨ、遡玉洩穂）
- 洞沢由美子
- 堀内博之
- 堀口悠紀子
- 堀たえ子
- 本郷みつる（ほんごうみつる、郷満、潮乱太、渋谷ポチ）
- 本多敏行

### ま - も
ま
- 前園文夫
- 前田真宏 (アニメ監督)
- 前田明寿
- 前屋俊広
- 牧野吉高
- 政岡憲三
- 政木伸一
- 正延宏三
- 真佐美ジュン（下崎闊）
- 摩砂雪（魔砂一、紗那芭美智、夷倭世）
- 真下耕一（高野太）
- 増井壮一（水草一馬）
- 増尾昭一
- 増田敏彦
- 増永麗
- 舛成孝二（ますなりこうじ）
- 増原光幸
- 又野弘道
- まついひとゆき（松井仁之、マツイヒトユキ）
- 松浦麻衣
- 松尾衡（マツオマモル）
- 松尾祐輔
- 松竹徳幸
- 松原秀典
- 松原徳弘
- 松本淳
- 松本憲生
- 松本理恵 (演出家)
- 松宏彰
- 真鍋博
- 真野玲
- 丸加奈子
- 丸山修二（山本修）

み
- 三浦和也
- 三家本泰美（石原泰三）
- 三沢伸（みさわしん、三澤伸）
- 水島精二
- 水島努（水鳥満月）
- 水谷貴哉
- 水野和則
- 満仲勧
- 光延博愛
- 南正時
- 三原三千夫
- 宮井加奈
- 宮尾佳和
- 宮崎なぎさ（二宮ハルカ）
- 宮崎駿（照樹務）
- 宮崎吾朗
- 宮地昌幸
- 宮本貞雄
- 宮本幸裕

む
- 牟田清司
- 武藤公春
- ムトウユージ（武藤裕治、むとうゆーじ）
- むらかみてるあき
- 村木靖
- 村瀬修功
- 村田和也
- 村田耕一
- 村中博美（村中ひろび）
- 村野守美

も
- 望月智充（坂本郷）
- 元永慶太郎（もとながけいたろう）
- 本橋秀之
- 百瀬義行（百瀬ヨシユキ）
- 森江康太
- 森邦宏
- 森康二（もりやすじ、森やすじ）
- 守岡英行
- 森下圭介
- もりたけし（森毅）
- 森田宏幸
- 森久司（中山久司）
- 森りょういち
- 森本晃司 (アニメーター)
- 森脇真琴

### や - よ
や
- やすみ哲夫（八角哲夫）
- 康村諒（康村正一、やすむらまさかず）
- 谷田部勝義（森田光太、風太）
- 谷田部透湖
- 谷津美弥子
- 柳沢テツヤ（柳沢哲也、大上相馬）
- 柳田義明
- 柳原良平
- 矢野茜
- 矢野篤
- 矢野博之
- 矢吹公郎
- 矢吹勉
- 山内重保
- 山内則康
- 山岡直子
- 山賀博之
- 山岸大悟
- 山口智 (アニメーター)（サト）
- 山口泰弘
- 山口祐司 (アニメーション監督)（虎田功）
- 山口頼房（みなみはるか）
- やまざきかずお（山崎和男）
- 山崎理（ヤマサキオサム）
- 山下高明
- 山下宏幸
- 山下将仁
- 山下喜光
- 山田勝久（山田健学）
- 山田俊也
- 山田尚子
- 山田みちしろ
- 山田雄三（馬場健）
- 山中純子
- 山根理宏
- 山村浩二
- 山村洋貴
- 山室直儀
- 山本暎一
- 山本沙代
- 山本佐和子
- 山本天志（山本郷、山本深幸、山本美也）
- 山本直子
- 山本裕介
- 山本寛 (アニメ演出家)
- 山本泰一郎
- 山本靖貴

ゆ
- ユキヒロマツシタ（松下ユキヒロ）
- 湯山邦彦

よ
- 横嶋俊久
- 横山彰利
- 吉浦康裕
- 吉川浩司
- 吉川惣司
- 吉田茂承（吉田しげつぐ）
- 吉田隆彦
- 吉田竜夫
- 吉田徹（吉田とおる）
- 吉成鋼
- 吉成曜
- 四辻たかお
- 米川功真
- 米たにヨシトモ（米谷良知）
- 米林宏昌

### ら - ろ
ら
- ラレコ

り
- りんたろう（林重行、りん・たろう）
- りょーちも（澤良輔、澤良介、澤りょーらも）

### わ
わ
- 若林厚史
- 若林漢二
- 和田高明
- 和田崇
- 和田卓也
- 渡辺明夫
- 渡辺敦子 (アニメーター)
- 渡辺歩（渡辺カケル）
- 渡辺浩二
- わたなべぢゅんいち
- 渡辺信一郎 (アニメ監督)
- 渡部高志（河口もと、庄司硝子）
- わたなべひろし（渡辺浩志、渡辺浩、渡辺ひろし）
- 渡邊義弘 (アニメーター)（渡辺義弘、わたなべよしひろ）

## 脚本

### あ - こ
あ
- 會川昇（会川昇、葉月九ロウ、三陽五郎）
- 四十物光男
- あおしまたかし
- 赤尾でこ
- 赤星政尚
- あかほりさとる
- 浅川美也
- 安部陽子
- あみやまさはる
- 綾奈ゆにこ
- 荒川稔久（木下健）
- 荒木憲一
- 安藤豊弘

い
- 飯岡順一
- 池田眞美子
- 石橋大助
- 市川十億衛門
- 伊藤和典
- 伊東恒久
- 伊藤睦美
- 井上亜樹子（鐘弘亜樹）
- 井上敏樹
- 井上美緒
- 猪爪慎一
- 猪原健太
- 入江信吾

う
- うえのきみこ
- 上江洲誠
- 植竹須美男
- 上原正三
- 内田裕基
- 浦沢義雄
- 浦畑達彦
- 虚淵玄

え
- 江夏由結
- 榎戸洋司
- 遠藤明範

お
- 大川俊道
- 扇澤延男
- 大久保昌一良
- 大久保智康
- 大河内一楼
- 大島里美
- 太田愛
- 太田ぐいや
- 大西信介
- 大野木寛
- 大野武雄
- 大野敏哉
- 大橋志吉
- 岡田麿里
- 翁妙子
- 桶谷顕（おけやあきら）
- 於地紘仁（越智浩仁）
- 面出明美

か
- 海法紀光
- 柿原優子
- 影山由美
- 柏原寛司
- 梶原阿貴
- 加藤陽一
- 金子裕
- 金杉弘子
- 金巻兼一
- 上代務
- 神山健治
- 鴨志田一
- 川内康範
- 川崎ヒロユキ（川崎裕之）
- 河原ゆうじ
- 河原よしえ
- 川邊優子

き
- 岸間信明
- 岸本卓
- 岸本みゆき
- 北嶋博明
- 木村暢（キムラノボル）
- きむらひでふみ
- 金月龍之介（山田おろち）

く
- 久保田雅史
- 熊谷純
- 倉田英之
- 黒崎薫
- 黒田洋介

こ
- 小出克彦
- 古内一成
- 神戸一彦（ごうどかずひこ）
- 香村純子
- 神山修一
- 小木曽豊斗
- 小中千昭
- 古怒田健志
- 小林英造
- 小林弘利
- 小林靖子
- 小林雄次
- 五武冬史（鈴木良武）
- 小柳啓伍
- 小山高生（小山高男）
- 小山眞
- 金春智子

### さ - と
さ
- 酒井あきよし
- 酒井直行
- 阪口和久
- 櫻井武晴
- 櫻井剛
- 桜井正明
- 櫻井圭記
- 笹野恵
- 薩川昭夫
- 雑破業
- 佐藤大
- 沢村光彦
- 三条陸

し
- 静谷伊佐夫
- 島田満
- 清水東
- 志茂文彦
- 下山健人
- 白根秀樹
- 城山昇
- 首藤剛志

す
- 菅正太郎
- 菅良幸
- 鈴木智
- 鈴木良武（五武冬史）
- 鈴木やすゆき
- 隅沢克之

せ
- 関島眞頼
- 関根アユミ
- 関根聡子
- 瀬古浩司

そ
- 十川誠志
- 曽田博久
- 園田英樹

た
- 高木登
- 高久進
- 高橋悠也
- 髙橋龍也
- 高橋ナツコ
- 高橋義昌
- 高屋敷英夫
- 高山カツヒコ（高山克彦）
- 滝晃一
- 田口成光
- 武上純希
- 竹田裕一郎
- 田中仁
- 田部俊行
- 玉井豪
- 田村多津夫
- 田村竜

ち
- 千葉克彦

つ
- 月村了衛
- 辻真先（桂真佐喜）
- 土屋斗紀雄
- 土屋理敬
- 筒井ともみ
- 坪田文
- 津村美智子

て
- 寺田憲史

と
- 戸田博史
- 冨岡淳広
- 富田祐弘
- 豊田有恒（石原弘一）
- 鳥海尽三

### な - ほ
な
- 永川成基
- 中島かずき
- 中弘子
- 中瀬理香
- 名田ユタカ
- 成田順
- 成田良美

に
- 西園悟

ね
- 根元歳三

の
- 野崎透
- 信本敬子
- 野村祐一

は
- 橋本裕志
- 長谷見沙貴
- 長谷川勝己
- 長谷川圭一
- 長谷川菜穂子
- 花田十輝
- 羽原大介
- はままさのり
- 浜崎達也
- 早川正
- 林民夫

ひ
- 樋口達人
- 日暮裕一
- 日野晃博
- 兵頭一歩
- 平野靖士
- 平林佐和子
- 平見瞠
- 広田光毅

ふ
- 深見真
- 福嶋幸典
- 藤川桂介
- 藤咲あゆな
- 藤咲淳一
- 藤田伸三
- 筆安一幸（ふでやすかずゆき）
- 藤本信行
- 古庄淳

ほ
- 北条千夏
- 星山博之

### ま - よ
ま
- 前川淳
- 麻枝准
- まさきひろ
- ますもとたくや
- 待田堂子
- 松井亜弥
- 松岡清治
- 松崎健一
- 丸尾みほ（丸尾未歩）

み
- 三井秀樹
- 箕崎准
- 水上清資
- 三宅直子
- 宮下隼一
- 宮田雪
- 宮田健吾

む
- むとうやすゆき
- 村井さだゆき
- 村川康敏
- 村越繁
- 村山功

も
- もとひら了
- 百瀬祐一郎
- 森下直
- 森田繁
- 両澤千晶

や
- ヤスカワショウゴ
- 柳川茂
- 山口宏
- 山口亮太
- 山崎敬之
- 山崎忠昭
- 山崎晴哉
- 山田隆司（栗山緑、K・Y・グリーン）
- 山田靖智（やまだやすのり）
- 山田由香
- 大和屋暁（ルージュ・ドゥ・ルーン）
- 大和屋竺
- 山野辺一記
- 山本優

ゆ
- 由木義文
- 雪室俊一

よ
- 横谷昌宏
- 横手美智子
- 吉岡たかを
- 吉川惣司
- よしだあつこ
- 吉田伸
- 吉田玲子
- 吉野弘幸
- 吉村清子
- 吉村元希
- 米村正二

### ら - わ
わ
- 渡邊大輔
- 渡辺麻実
- 渡邊由自

## キャラクターデザイナー

### あ - そ
あ
- 青山充
- あずまきよひこ
- 阿部統
- 天野喜孝（天野嘉孝）
- 荒木伸吾

い
- 飯島弘也
- 飯塚晴子
- 飯村一夫
- 井口昭彦
- 石田敦子 (漫画家)
- 石原満
- 一川孝久
- 出渕裕
- 伊藤郁子
- 伊東岳彦
- 伊藤嘉之
- 稲上晃
- いのまたむつみ
- 今泉良一
- 入好さとる（入好聡）
- 岩倉和憲
- 岩佐とも子

う
- 羽音たらく
- うのまこと（宇野真）
- 馬越嘉彦
- うるし原智志（漆原智志）

え
- 江口寿志
- 江端里沙（愛姫みかん）
- F.S

お
- 追崎史敏
- 逢坂浩司
- 大島美和
- 大西雅也
- 大貫健一
- 大張正己
- 大森英敏
- 岡真里子（岡真理子）
- 小川博司 (アニメーター)（おがわひろし）
- 興村忠美
- 小原秀一
- 音地正行

か
- 梶島正樹
- 金沢比呂司（金澤比呂司）
- 兼森義則
- 金山明博
- 神村幸子（河山雪子）
- 河井ノア
- 川村敏江
- 川元利浩
- 菅野宏紀

き
- 菊池通隆（麻宮騎亜）
- 菊地洋子
- 岸田隆宏
- 岸義之
- 北沢直樹
- 北爪宏幸
- 北山真理
- 木原庸佐
- 木村貴宏

く
- 工藤裕加
- 窪岡俊之
- 熊膳貴志
- 倉田綾子
- 黒田和也

こ
- 香西隆男
- 古賀誠 (アニメーター)
- 湖川友謙（小国一和、湖川滋）
- コザキユースケ
- 後藤圭二
- 後藤隆幸
- ことぶきつかさ
- 小林孝志
- 小松原一男
- 小森高博
- コヤマシゲト
- 近藤高光（石神零番地、朝倉三太）

さ
- 佐々門信芳
- 佐々木政勝
- 坂井久太（坂井久美子、坂井きゅう太）
- 貞本義行
- 佐藤多恵子
- 佐藤好春

し
- 塩山紀生
- 志田ただし（志田正博、広田正志）
- 柴田由香
- 芝美奈子
- 島袋美由紀
- 下元明子（河井ノア）

す
- 末吉裕一郎
- 菅沼栄治
- 杉野昭夫
- 杉山延寛
- 須田正己
- 須藤昌朋

せ
- 関口可奈味
- 関修一
- 関根昌之

### た - ほ
た
- 高倉佳彦
- 田頭しのぶ
- 高田明美
- 高橋信也
- 高橋久美子 (アニメーター)
- 高橋美香
- 高見明男
- 竹内浩志
- 只野和子（ただのかずこ、KAZZ）
- 田中比呂人
- 谷口守泰（谷口守、たにぐちもりやす）
- 丹内司

ち
- 千田国広
- 千羽由利子

つ
- 辻野芳輝（辻野寅次郎）

て
- 寺田克也

と
- 土居孝幸
- 戸部敦夫
- 鳥山明

な
- 中澤一登（中沢一登、辻武司）
- 中沢健
- 中嶋敦子（中島敦子、白鳥あずさ）
- 中鶴勝祥
- 中田正彦
- 長森佳容
- 中山由美
- 成田亨

に
- 西川伸司
- 錦織敦史
- 西田亜沙子（AS）
- 新田靖成
- 二宮常雄
- 韮沢靖

の
- 野中剛

は
- 橋本とよ子
- 長谷川眞也
- 羽根章悦
- 林静香（高倉静香）
- はりたつお
- 番由紀子

ひ
- 久行宏和
- 姫野美智（高橋美智子）
- 平井久司
- 平田雄三
- 平松禎史
- 平山智 (アニメーター)

ふ
- 福島敦子 (アニメーター)
- 藤井まき（藤井牧）
- 藤岡真紀（藤岡まき）
- 藤田まり子
- 藤森雅也

ほ
- 宝谷幸稔
- 堀井久美
- 堀内修 (アニメーター)
- 堀内博之
- 堀口悠紀子
- 本田雄

### ま - わ
ま
- 松本零士
- 前田実（前田みのる）
- 牧野竜一
- 松川哲也
- 松下進
- 松原秀典

み
- 美樹本晴彦（佐藤晴彦）
- 宮崎駿
- 宮田奈保美

む
- 村上克司
- 村瀬修功

も
- 毛利和昭
- 本橋秀之
- 森川聡子
- 森木靖泰
- 森山雄治（もりやまゆうじ、森山ゆうじ）

や
- 矢嶋哲生
- 安彦良和（只野泰彦、秋津円）
- 柳沢まさひで（柳沢正秀）
- 山下明彦
- 山田みちしろ
- 山中純子

ゆ
- 湯浅政明
- 結城信輝

よ
- 横井孝二
- 横田拓己
- 横田守
- 吉田健一 (アニメーター)
- 吉松孝博（サムシング吉松）
- 米谷佳晃

り
- りんしん

わ
- ワシの良春
- 渡辺明夫
- 渡辺敦子 (アニメーター)
- 渡部圭祐
- 渡辺はじめ
- 渡辺真由美

## メカニックデザイナー
- 明貴美加
- 荒牧伸志
- 石垣純哉
- 出渕裕
- 板橋克己
- 今石進
- 海老川兼武
- 大河原邦男
- 大久保淳二
- 大塚健
- 大畑晃一
- 大張正己
- 柿沼秀樹
- カトキハジメ
- 河森正治
- 形部一平
- 小林誠 (イラストレーター)
- さとうけいいち
- JNTHED
- 神宮司訓之
- 高倉武史
- 寺岡賢司
- 天神英貴
- 永野護
- 中原れい
- 西井正典
- 福地仁
- 藤岡建機
- 藤田一己
- 松本零士
- 峰岸達実
- 宮崎真一
- 宮武一貴
- 村上克司
- 森木靖泰
- 安田朗
- 柳瀬敬之
- 山根公利
- 吉田徹（吉田とおる）
- 鷲尾直広
- 渡部隆

## 美術監督
- 青木勝志
- 秋山健太郎
- 飯島由樹子
- 井岡雅宏
- 池田繁美
- 池田祐二
- 池畑祐治
- 池信孝
- 上原伸一
- 男鹿和雄
- 岡田有章
- 小倉宏昌
- 加藤浩（加藤ひろし）
- 川本征平
- 木村真二
- 串田達也
- 窪田忠雄
- 黒田聡
- 河野羚
- 小林七郎
- 佐々木洋
- 渋谷幸弘
- 清水としゆき（清水敏幸）
- 武重洋二
- 田中直哉
- 田村せいき
- 中村光毅
- 中村隆 (美術監督)
- 西田稔
- 橋本和幸
- 東潤一
- 平田秀一
- 椋尾篁
- 山本二三
- 行信三
- 吉田昇
- 渡辺明 (美術監督)

## 音響監督
- 明田川仁
- 明田川進
- 飯田里樹
- 飯塚康一
- 井澤基
- 岩浪美和
- 浦上慶子
- 浦上靖夫
- 蝦名恭範（えびなやすのり）
- 大熊昭
- 鍛治谷功
- 亀山俊樹
- 菊田浩巳
- 小林克良
- 斯波重治
- 清水勝則
- 嶋澤みどり
- 高桑一
- 高寺たけし（高寺雄）
- 高橋剛 (音響監督)
- 田島荘三
- 田中章喜
- たなかかずや（田中一也）
- 田中英行
- 鶴岡陽太
- なかのとおる（中野徹）
- 長崎行男
- はたしょう二（はたしょうじ）
- 早瀬博雪
- 平光琢也
- 藤田亜紀子
- 藤野貞義
- 藤山房伸（藤山房延）
- 本田保則
- 松浦典良
- 水本完
- 三間雅文
- 本山哲 (音響監督)
- 百瀬慶一
- 山田悦司
- 吉田知弘
- 若林和弘（林和弘）
- 渡辺淳 (音響監督)

## プロデューサー
- 東伊里弥
- 東不可止
- 池口和彦
- 池田東陽
- 石井朋彦
- 石川光久
- 井上博明
- 伊平崇耶（UPLIFT）
- 岩佐岳（岩佐がく）
- 岩田圭介
- 岩田伸一
- 太田賢司
- 大月俊倫
- 大宮三郎
- 落合茂一
- 梶淳
- 片岡義朗
- 加藤俊三
- 神田修吉
- 川瀬浩平（偽まる）
- 木村純一
- 京谷知美
- 小松悦子
- 小山弘起
- 齋藤優一郎
- 佐々木史朗
- 里見哲朗
- 清水賢治
- 柴田宏明
- 白石直子
- 杉村重郎
- 杉山豊
- 鈴木敏夫
- 鈴木慎二
- 諏訪道彦
- 関弘美
- 関山晃弘（せきやまあきひろ）
- 高橋澄夫
- 竹田靑滋
- 田中敦
- 中島順三
- 中山信宏
- 新倉雅美
- 西崎義展
- 西沢信孝
- 布川ゆうじ
- 野崎欣宏
- 籏野義文
- 原田一男
- 原徹
- 藤井賢祐
- 藤岡豊
- 藤波俊彦
- 藤山太一郎
- 古里尚丈
- 別府幸司
- 堀川憲司
- 増子相二郎
- 町田有也
- 松倉友二
- 松下洋子
- 松土隆二
- 松元理人
- 丸谷嘉彦
- 丸山正雄
- 丸山博雄
- 三浦亨 (プロデューサー)
- 南雅彦
- 村濱章司
- 茂垣弘道
- 茂木仁史
- 森下孝三
- 諸冨洋史
- 山田俊秀
- 吉岡宏起
- 吉岡昌仁
- 吉川大祐
- 若菜章夫
- 鷲尾天

## 上記以外のアニメ関連技術者
- 伊藤勇喜子（有里紅良）- フィルム編集技師。新虫プロに所属。虫プロの他、マッドハウス作品に多く関わる。
- 瀬山武司 - 映像編集技師
- 谷藤薫児 - 特殊効果
- 中山久美子 - 色彩設定
- 保田道世 - 色彩設定

## 日本以外の人物
- ルドルフ・アイジング
- テックス・アヴェリー
- オズヴァルド・カヴァンドーリ
- グレン・キーン
- エドウィン・キャットマル
- テリー・ギリアム
- フレッド・クインビー
- キリーノ・クリスティアーニ
- ポール・グリモー
- 坂本佳栄子
- ハイム・サバン
- エリック・P・シャーマン
- シルヴァン・ショメ
- マット・ストーン
- カレル・ゼマン
- イワオ・タカモト
- ピーター・チョン
- ウォルト・ディズニー - ウォルト・ディズニー・カンパニー
- アンドレアス・デジャ
- イジー・トルンカ
- トレイ・パーカー
- ニック・パーク
- ジョセフ・バーベラ - ハンナ・バーベラ・プロダクション
- ブラッド・バード
- ティム・バートン
- ヒュー・ハーマン
- ラルフ・バクシ
- イジー・バルタ
- マーク・ハンドラー
- ウィリアム・ハンナ - ハンナ・バーベラ・プロダクション
- ゲン・フクナガ
- アレクサンドル・プトゥシコ
- プレストン・ブレア
- フライシャー兄弟
- クレイグ・マクラッケン
- ノーマン・マクラレン
- ウィンザー・マッケイ
- カール・メイセック
- マイケル・ラー
- ジョン・ラセター
- ディック・ランディー
- ジョー・ランフト
- マーガレット・ローシュ
- エリック・S・ロールマン

### モデルアニメ
- ウィリス・オブライエン
- フィル・ティペット
- レイ・ハリーハウゼン

### 音響監督（日本国外）
- チャーリー・アドラー
- リチャード・エプカー
- デヴィッド・ウォルシュ
- クリスティーヌ・オートン
- トニー・オリバー
- リア・クラーク
- スティーブ・クレイマー
- マイケル・シンターニクラス
- ダグ・ストーン
- カーク・ソーントン
- マイケル・ソリッチ
- マイケル・ドノヴァン
- ウォーリー・バー
- ポール・ピストーレ
- ピーター・フェルナンデス
- クリスピン・フリーマン
- スーザン・ブルー
- スコット・ページ＝パグター
- メアリー・エリザベス・マクグリン
- マイケル・マコノヒー
- モニカ・ライアル
- レックス・ラング
- ウェンディー・リー
- サム・リーゲル
- アンドレア・ロマーノ
- エズラ・ワイズ
- トム・ワイナー

## ライター・アニメ評論家
- 池田憲章
- 小黒祐一郎
- 小林治 (ライター)
- 原口正宏
- 氷川竜介
- 藤津亮太

## その他（漫画家・作家・声優・歌手・作曲家・脚本家）
なお、次に挙げるような人物も「アニメの関係者」といえるが、ここでは扱わない。それぞれのページを参照のこと。
- アニメの原作となった漫画の作者である漫画家
  - 漫画家一覧
  - 日本の漫画家一覧
- アニメ作品に登場するキャラクターの声を演じる声優について
  - 声優ユニット一覧
- アニメの主題歌・挿入歌を歌う歌手
- アニメの劇伴音楽を作曲・編曲する音楽作家について
  - アニメ音楽の作曲家一覧
- アニメ以外の作品も担当する脚本家
  - 脚本家一覧